# Пентан
Пентанът (C5H12) е въглеводород от хомоложния ред на алканите с 5 въглеродни атома.

## Свойства на n-пентан
Безцветна течност с мирис на бензин. Пентанът е най-низшият алкан, който е течен при стайна температура и атмосферно налягане. (Алканите метан, етан, пропан и бутан са газове). Известни са 3 структурни изомера – n-пентан, изопентан (2-метилбутан) и неопентан (2,2-диметилпропан). Пентанът е неполярен и на практика не се смесва с вода. При 20 °C в един литър вода се разтварят 40 mg. За сметка на това се смесва с много органични разтворители. Парите на пентана са по-тежки от въздуха, при изтичане се натрупват по пода и ниските части на помещението. При високи концентрации действа опияняващо. Той е леснозапалим и гори като всички алкани, при което се получават въглероден диоксид и вода. Химическите му свойства са типични за алканите (вж. алкан). Някои от свойствата на другите изомери са различни (напр. неопентана кипи при 9,5 °C, а изопентана – при 28 °C).

## Приложение
В смес с хексан и др. е известен като петролев етер, използва се като лесноизпарим разтворител, например при рафинирането на олио. Използва се като разтворител за различни химикали. Пентанът влиза в състава на бензина.